# شاخص قدرت شپلی–شوبیک
شاخص قدرت شپلی–شوبیک در سال ۱۹۵۴ توسط لوید شپلی و مارتین شوبیک برای اندازه‌گیری قدرت بازیکنان در یک بازی رأی‌گیری فرمول‌بندی شد. این شاخص اغلب از نحوهٔ شگفت‌آورد توزیع قدرت پرده بر می‌آورد که در نگاه اول معلوم نیست.
مؤلفه‌های سیستم رأی‌گیری، از قبیل نهادهای قانونگذاری، مدیران اجرایی، سهامداران، افراد قانونگذار، و ... را می‌توان بازیکنان یک بازی n-نفره در نظر گرفت. بازیکنانی که ترجیحات یکسانی دارند ائتلاف تشکیل می‌دهند. هر ائتلافی که از قدرت لازم برای تصویب یک طرح یا انتخاب یک نامزد برخوردار باشد، برنده نامیده می‌شود و دیگران بازنده. شپلی و شوبیک، بر اساس مقدار شپلی به این نتیجه رسیدند که قدرت ائتلاف به‌سادگی متناسب با اندازه‌اش نیست. 
قدرت یک ائتلاف (یا بازیکن) به اندازه قسمتی از دنباله‌های رأی‌دهی است که آن ائتلاف طبق آن دنباله رأی سرنوشت‌ساز را می‌دهد. رأی سرنوشت‌ساز اولین رأیی است که تکلیف تصویب یا عدم تصویب طرح را مشخص می‌کند.
شاخص قدرت را بین صفر تا یک نرمال‌سازی می‌کنند. قدرت صفر به این معناست که ائتلاف نمی‌تواند هیچ اثری بر نتیجهٔ بازی بگذارد، و قدرت یک به این معناست که ائتلاف نتیجهٔ بازی را با رأیش مشخص می‌کند. همچنین، مجموع قدرت همهٔ بازیکنان همیشه برابر یک است.

## مثال
فرض کنید نهادی متشکل از A و B و C و D که به ترتیب ۳ و ۲ و ۱ و ۱ رأی دارند بخواهد بر اساس قاعدهٔ اکثریت مطلق تصمیم‌گیری کند. برای به دست آوردن اکثریت مطلق کافی است ۴ رأی کسب شود. این اعضا می‌توانند به ۴!=۲۴ ترتیب رأی بدهند‌:
| ABCD | ABDC | ACBD | ACDB | ADBC | ADCB |
| BACD | BADC | BCAD | BCDA | BDAC | BDCA |
| CABD | CADB | CBAD | CBDA | CDAB | CDBA |
| DABC | DACB | DBAC | DBCA | DCAB | DCBA |

در هر دنبالهٔ رأی‌دهی، رأی‌دهندهٔ کلیدی، آنی که مجموع آرا را برای اولین بار به ۴ یا بیشتر می‌رساند، پررنگ شده است. A در ۱۲ مورد از ۲۴ دنباله رأی‌دهندهٔ کلیدی است. در نتیجه، A شاخص قدرتی برابر یک‌دوم دارد. شاخص قدرت بقیه یک‌ششم است. جالب است که B قدرتی بیشتر از C یا D ندارد. وقتی در این نکته تأمل کنید که نتیجهٔ نهایی را رأی A مشخص می‌کند مگر اینکه سایر رأی‌دهندگان علیه A با یکدیگر متحد شوند، دریافت این واقعیت که B و C و D نقش یکسانی را ایفا می‌کنند، باورپذیرتر می‌شود. این واقعیت در شاخص‌های قدرت تبلور یافته است.
فرض کنید در نهادی دیگر متشکل از {\displaystyle 2n+1} عضو که مبنای تصمیم‌گیری در آن کسب اکثریت مطلق است، عضوی قوی {\displaystyle k} رأی دارد و هر یک از {\displaystyle 2n} عضو دیگر یک رأی. قدرت عضو قوی برابر {\displaystyle {\dfrac {k}{2n+2-k}}} خواهد بود. با افزایش {\displaystyle k}، قدرت عضو قوی به طرزی نامتناسب افزایش می‌یابد تا زمانی که حاصل کسر به نیم برسد و این فرد تقریبا همهٔ قدرت را در دست بگیرد. سهامداران بزرگ و کسانی که قصد تملک یک کسب‌وکار را می‌کنند از این پدیده استفاده می‌کنند.

## کاربردها
این شاخص برای تحلیل رأی‌دهی در شورای اتحادیه اروپا به کار رفته است.
این شاخص برای تحلیل رأی‌دهی در شورای امنیت سازمان ملل به کار رفته است. شورای امنیت سازمان ملل ۱۵ عضو دارد که ۵ تایشان (آمریکا، روسیه، چین، بریتانیا، و فرانسه) دائمی هستند. برای تصویب یک قطعنامه، باید هر ۵ عضو دائم و ۴ عضو غیر دائم حامی آن باشند. این وضعیت مشابه نهادی است که پنج عضو دائم آن، هر کدام ۸ رأی داشته باشند و ده عضو غیردائم، هر کدام یک رأی. در مجموع ۵۰ رأی داده خواهد شد و کسب ۴۴ رأی برای تصویب یک قطعنامه لازم است. عضو غیردائم فقط در صورتی کلیدی خواهد بود که از لحاظ ترتیب رأی دهی در جایگاه نهم باشد و و هر پنج عضو دائم قبلاً رأی داده باشند. ترتیبی را فرض کنید که یک عضو غیردائم در جایگاه کلیدی قرار گرفته است. در این صورت سه عضو غیردائم و هر پنج عضو دائم پیش از او قرار گرفته باشند. بنابراین {\displaystyle \textstyle {\binom {9}{3}}} حالت برای انتخاب این اعضا و 8! × {\displaystyle \textstyle {\binom {9}{3}}} ترتیب متفاوت برای چینش اعضا قبل از عضو کلیدی وجود دارد. {\displaystyle 6!} ترتیب متفاوت نیز برای چینش اعضای بعدی هست. از آنجا که ۱۵ رأ‌دهنده به {\displaystyle 15!} ترتیب امکان چینش یافتن دارند، شاخص قدرت شپلی-شوبیک یک عضو غیردائم برابر {\displaystyle {\frac {{\binom {9}{3}}(8!)(6!)}{15!}}={\frac {4}{2145}}} است‌. در نتیجه، شاخص قدرت یک عضو دائم برابر  {\displaystyle {\frac {421}{2145}}} است.